# Pepi Manaskov
Pepi Manaskov (født 19. august 1964 Veles, Makedonien) er en tidligere makedonske håndboldspiller og nuværende træner for Vardar Junior.
Hans sønner Dejan og Martin er håndboldspillere.
I november 2011 blev han hovedtræner for RK Kumanovo.